# Daleville (Virginia)
Daleville es una ciudad situada en el Condado de Botetourt, Virginia, Estados Unidos. Su población es de 1454 habitantes según el censo del año 2000. Forma parte del área metropolitana de Roanoke.

## Localidades adyacentes
El siguiente diagrama muestra a las localidades más próximas a Daleville.